# Goutz
Goutz település Franciaországban, Gers megyében. Lakosainak száma 213 fő (2022. január 1.). Goutz Bajonnette, Brugnens, Céran, Pis, Saint-Brès és Taybosc községekkel határos.

## Népesség
A település népességének változása:
| Lakosok száma | 193  | 159  | 151  | 179  | 187  | 190  | 205  | 213  | 213  | 213  |
|               | 1968 | 1982 | 1990 | 2006 | 2013 | 2015 | 2017 | 2019 | 2020 | 2022 |